# 영도도서관
영도도서관은 부산광역시 영도구 동삼동 소재의 도서관이다.

## 연혁
- 1994. 01. 24 도서관 건물 무상사용승인(부산시)
- 1995. 03. 09 공공도서관 시설 개수공사
- 1996. 04. 10 도서관 설치 조례공포 (조례 제388호)
- 1996. 07. 01 개관
- 2001. 03. 30 한국도서관상 수상(한국도서관협회)
- 2002. 07. 02 디지털자료실 개실
- 2005 ~ 2006 평생학습관 지정(부산시 교육청)
- 2007. 05. 01 영도구 평생학습센터 지정
- 2007. 11. 29 토요체험활동 운영 우수기관 선정(부산시 교육청)
- 2008. 12. 23 토요체험활동 운영 2년 연속 우수기관 선정(부산시 교육청)
- 2009. 09. 23 어린이 영어도서관(Multipurpose Room) 1차 개관
- 2009. 10. 20 동삼동 신축도서관 개관
- 2009 ~ 2010 평생학습관 지정(부산시 교육청)
- 2010. 10. 22 어린이영어도서관 전관 개관

## 이용 안내
이용 시간
휴관일
- 매주 월요일
- 「관공서의 공휴일에 관한 규정」이 정한 공휴일(단, 일요일은 개관하나, 일요일이 공휴일과 겹치는 경우 휴관)
- 관장이 필요하다고 인정하는 날